# Saru (Zvjezdane staze)
Saru je izmišljeni lik iz serije Zvjezdane staze: Discovery. Glumi ga Doug Jones.

## Fiktivna biografija

### Karijera
Saru je prvi Kelpijenac koji se pridružio Zvjezdanoj floti.DIS: The Vulcan Hello

#### Znanstveni časnik USSShenzhou-a
Godine 2249., Saru je imao čin poručnika, te je služio kao znanstveni časnik na USS Shenzhou pod kapetanicom Philippom Georgiou. Bio je prisutan kad je Michael Burnham počela služiti na brodu.DIS: Battle at the Binary Stars
Prije 2256. godine, promaknut je u čin natporučnika i glavnog znanstvenog časnika.DIS: The Vulcan Hello
Godine 2256., Saru je sudjelovao u Bitci kod binarnih zvijezda, te je zajedno s ostalim službenicima evakuirao Shenzhou nakon smrti kapetanice Georgiou.DIS: Battle at the Binary Stars

#### Prvi časnik USSDiscoveryja
Oko 6 mjeseci poslije, Saru je promaknut na čin zapovjednika, prebačen u zapovjedništvo, i dodijeljen mu je položaj prvog časnika USS Discoveryja pod kapetanom Gabrielom Lorcom.DIS: Context Is for Kings
Nakon katastrofe na USS Glennu, sestrinskom brodu USS Discoveryja, Saru brani Michael Burnham, te ju pred kapetanom opisuje kao “najpametiju Flotinu časnicu koju je ikad upoznao.”

#### Misija na planetu Pahvo
Kelpijenci žive u konstantnom strahu od rođenja. Saru je vjerojatno prvi kelpijenac koji se, bar privremeno oslobodio toga straha, nakon susreta s oblicima života na planetu Pahvo. Toliko je jako želio živjeti bez straha, da je lagao, i naposljetku napao svoje kolege časnike kako bi spriječio da planet postane dio Federacijsko-Klingonskog rata. Pahvanci su naposljetku prestali utjecati na Sarua, jer je to stvaralo disharmoniju među njihovim gostima.DIS: Si Vis Pacem, Para Bellum

#### Zrcalni svemir i kapetan USSDiscoveryja
Nakon pobjede nad generalom Kolom, i uništenja Broda Mrtvih Saru prvi primjećuje da je Discovery u nepoznatom dijelu svemira. Nakon što saznaju da su u paralelnom svemiru kojim upravlja Teransko Carstvo, Saru pomaže kadetkinji Tilly da glumi svoju dvojnicu na ISS Discoveryju. Nakon što Lorca i Burnham dospiju na ISS Shenzhou, Saru dobiva zapovjedništvo nad Discoveryjem. DIS: Into the Forest I Go; Despite Yourself
Saru je zajedno s Tilly otkrio Dr. Culbera, mrtvog, u naručju svog ljubavnika, poručnika Stametsa. Uz Tillynu pomoć, Saru odlučuje pokušati izliječiti poručnika Stametsa uz pomoć micelijskih spora. 